# Departamento de Abala
Abala es un departamento situado en la región de Tillabéri, en Níger. En diciembre de 2012, presentaba una población censada de 144 287 habitantes. Su chef-lieu es Abala.
Se ubica en el noreste de la región. Fue creado en la reforma territorial de 2011 mediante la separación de parte del territorio del departamento de Filingue.

## Subdivisiones
Está formado por dos comunas rurales, que se muestran asimismo con población de diciembre de 2012:
- Abala (75 821 habitantes)
- Sanam (68 466 habitantes)